# Nicole Scheyerer
Nicole Scheyerer (* 17. April 1974 in Salzburg) ist eine österreichische Kunstkritikerin und Kulturjournalistin.

## Leben
Die in Saalbach aufgewachsene Autorin studierte Philosophie an der Universität Wien und schloss ihr Studium mit einer Magisterarbeit über Pierre Bourdieu ab. Seit 2000 schreibt Scheyerer für die Wiener Wochenzeitung Falter, seit 2006 regelmäßige Beiträge für die Frankfurter Allgemeine Zeitung mit Schwerpunkt auf Kunstmarkt und seit 2017 Ausstellungsbesprechungen und andere Beiträge für orf.at. Ihre Artikel erschienen auch in den österreichischen Tageszeitungen Der Standard (seit 2001) und Die Presse (2004 bis 2009). Von 2003 bis 2009 verfasste sie regelmäßig Rezensionen für die britische Kunstzeitschrift Frieze; zuletzt erschienen Beiträge im Magazin Monopol.
Im Jahr 2021 wurde Scheyerer mit dem Österreichischen Staatspreis für Kunstkritik ausgezeichnet.
2022/23 absolvierte sie den Lehrgang zur Schreibtrainerin am writer's studio in Wien. Seit 2021 unterrichtet sie an der Universität für angewandte Kunst Wien in der Abteilung Transmediale Kunst von Jakob Lena Knebl.
Zu ihren Spezialgebieten zählen Videokunst, Performancekunst, Body Art und die Geschichte der feministischen Kunst.
Nicole Scheyerer lebt in Wien.